# Переходный суверенный совет Судана
Переходный суверенный совет (фр. Conseil de souveraineté de transition) — исполнительный орган власти, созданный после октябрьского переворота 2021 года в Судане, в результате которого были свергнуты Суверенный совет и премьер-министр Абдалла Хамдук.

## Состав

### Военные
- Абдель Фаттах аль-Бурхан — председатель
- Малик Агар — заместитель председателя
- Ясир аль-Атта
- Шамс ад-Дин Хаббаши
- Ибрагим Джабир Карим

### Гражданские
- Юссеф Геддкарим Мухаммед Али
- Абдулгазим Мухаммед Мухаммед Ахмед
- Абдельбаги Абдельгадир Аль-Зубейр
- Сальма Абдул-Джаббар Аль-Мубарак Муса
- Раджа Никола
- вакантно

### Лидеры повстанцев
- Эль Хади Идрис Яхья
- Малик Агар
- Эль-Тахрир Абубакр Хаджар